# ソールズベリー
ソールズベリー (Salisbury) は、イングランド南部ウィルトシャーのソールズベリー地区にある、同カウンティの主要都市。2016年時点での人口は4万5477人。

## 歴史
ソールズベリーの建設場所が定住地に選ばれたのは、水の潤沢さゆえであった。市の起源は鉄器時代に遡る。古代ローマ帝国は町をソルヴィオドゥナム (Sorviodunum) と呼んだ。現代ウェールズ語では Caersallog である。この地が "Searoburh" と呼ばれるようになってから、西サクソン人とブリトン人の間で戦闘が起こった。ノルマン人たちは "Searesbyrig" または "Seresberi" という城をここに建てた。
1086年、ウィリアム1世は諸侯を集めて自分への忠誠を誓わせた（ソールズベリーの宣誓）。同年のドゥームズデイ・ブックには "Salesberie" の名前が記載された。城のあった場所は、オールド・セーレム(en:Old Sarum)の名で知られる。オールド・セーレムはバラ (Borough) の1つであった。
セーレムという名前の由来は曖昧である。省略したラテン語で書かれた文書から由来したらしい。"Saresberie" と筆記するには長いため、ラテン語の特徴である "um" をつけてみたのであろう。最初にこの名が使われたことが初めて伝わったのは聖ニコラス病院の紋章で、1239年のことである。初代ソールズベリーの司教ワイヴィルは、自身のことを "episcopus Sarum" と称した記述を残している。

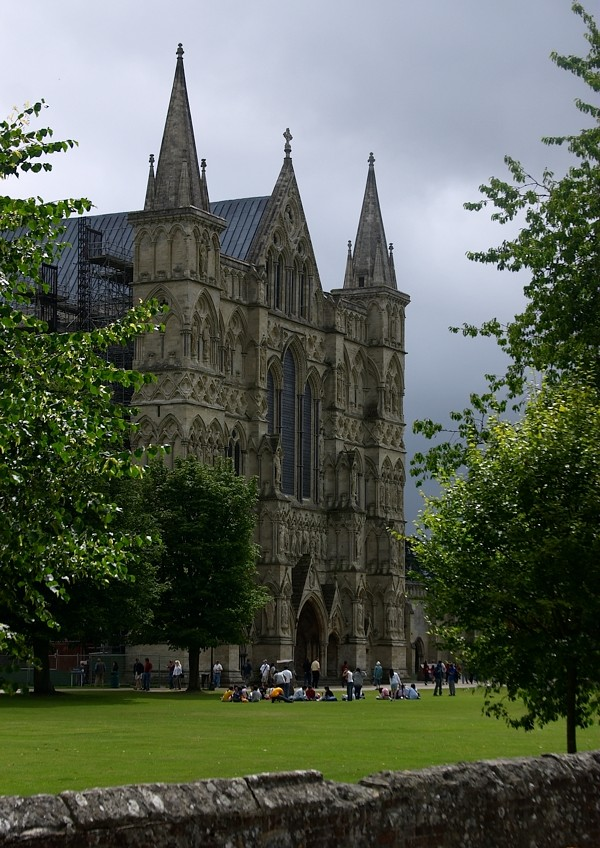
ソールズベリー大聖堂の西正面

### ストーンヘンジ
ストーンヘンジの遺跡がソールズベリーの北西13キロにある。遺跡は、アングロ・サクソン人がグレートブリテン島へ移住した時にはすでに存在した。

### 大聖堂
最初の大聖堂は1075年から1092年にかけ、司教オズモンドの代にオールド・セーレムに建てられた。1120年、同じ場所にさらに大きな建物が建てられた。しかし、同じ場所に大聖堂をつくる決定をオールド・セーレムへ渡したことから、聖職者と軍の関係が悪化した。そのため、1220年に出来た市の部分はソールズベリーではニュー・セーレムで知られ、司教リチャード・プーアによる新大聖堂建設は同じ年に始まった。主たる骨格はわずか38年で完成、これは初期イングランド建築の傑作とされる。オールド・セーレムから大聖堂は一部を石で、また一部は小さな船でナッダー川で運ばれてきたシルマーク・カリーズ（後のウィルトシャー）の石で作られた。全長123メートルの尖塔は後で建てられ、これはイギリスで最長の尖塔である。『蠅の王』などで1983年にノーベル文学賞を受賞したウィリアム・ゴールディングは大聖堂のすぐそばの学校で20年近く教師をしていて、この尖塔の建築に関わった神父たちをモデルにした小説『尖塔 ザ・スパイア』を書いている。
大聖堂は、木を束にしたものの上の18インチの一風変わった浅い基礎を伴う砂利敷き上に建てられた。この場所はオールド・セーレムから放った矢によって選ばれたと仮定されている。これは以前の場所から3キロ以上離れていることから伝説とみなされている。また別の話では、矢は白いシカを射て、シカは走り続けたが大聖堂が今ある場所で絶命したという。
大聖堂の図書館にはマグナ・カルタの現存する4つの写本のうち、最良の状態のものが保管されている。
1386年、大きな機械時計が大聖堂に設置された。これは現存し、ブリテン諸島では最も古い機械時計となっている。

### 市
1219年に司教リチャード・プーアは、新たな町と、エイヴォン河畔にある自身の所領に大聖堂を建てることを決めた。 
町は格子状にレイアウトされ、1220年に作業が始まった。同じ年に大聖堂建設も始まった。
町はたちまち発展し、14世紀にはウィルトシャーの主要町となった。
大聖堂の庭を取り巻く城壁は、14世紀に建てられた。壁には5つの門があった。4つは建てられた当時のままで、一つは19世紀につくられた。セント・アン門近くの部屋には作曲家ヘンデルが滞在したことがあり、彼はここで数作を創作している。ロンドンの黒死病大流行の間、チャールズ2世は大聖堂の庭内に宮廷を移した。
2018年3月4日、ロシアとイギリスの元二重スパイであったセルゲイ・スクリパリとその娘が市内の商業施設で意識不明の重体で発見された。イギリス当局の者は、事件で使用された神経剤が1970から80年代に旧ソ連軍が開発した神経剤「ノビチョク」だと特定した。イギリスはドイツ・フランス・アメリカと共にロシアの犯罪行為を非難したが、ロシアが容疑を否認したため、両国間で外交官の国外追放が起きた。

## 経済

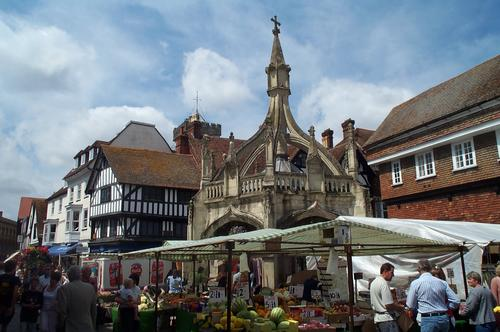
"Poultry Cross" は、15世紀に家禽の取引が始まったことに由来する。

ソールズベリーでは火曜日と土曜日に市場が開かれ、1227年から定期的に続いている。15世紀には市場の場所は、売買や品物置き場のために石を交差させていた。その後も、1852年に付け足しされたフライング・バットレス上にある、ポウルトリー・クロスが唯一残っている。
1226年、ヘンリー3世はソールズベリー司教に、聖母の被昇天（8月15日）の祝日から8日間に祭りを開催する勅書を与えた。数世紀以上祭りの日付は前後したが、現在の祭りファンフェアは10月の第三月曜日から3日間市場で開催されている。しかし今も古来の法を守り、祭りが大聖堂内の庭で行われている。
ストーンヘンジの観光収入が地域経済を大いに潤している。ソールズベリーでも、オールド・セーレムと大聖堂は観光客のメッカである。
オールド・ジョージ・モール、マルティングズ、ウィンチェスター・ストリートなどのショッピング・センターがある。

## 文化

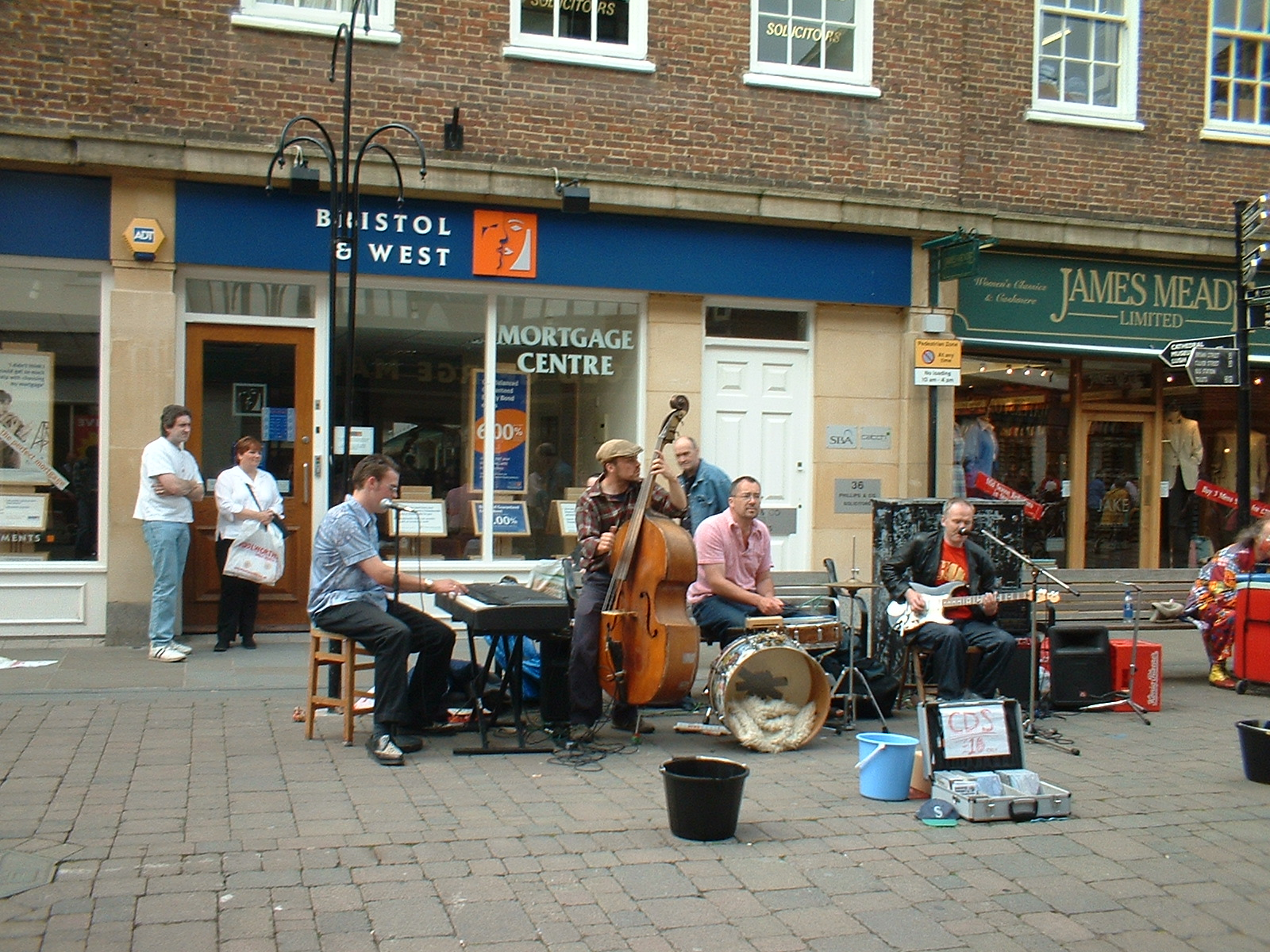
ソールズベリーのミュージシャン達

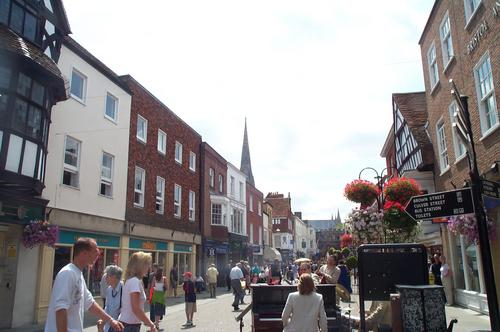
ソールズベリーハイ・ストリート

18世紀のソールズベリーは、音楽の重要な中心地であった。ヘンデルの友で言語学者のジェームズ・ハリスは、ほぼ50年もの間自らが亡くなる1780年まで、多くの有名な音楽家と歌手を集めアッセンブリー・ルームでコンサートを開いた。ソールズベリーには強力な芸術共同体があり、市中心部には画廊があった。画家のジョン・コンスタブルは、18世紀に大聖堂の尖塔やそれを取り巻く田園風景を描いた風景画を描いた。 
ソールズベリーの数軒の建物には幽霊が出るという噂がある。ゴースト・ツアーが地元民や観光客に人気である。そのような建物の中には、ジョン・ヘイル邸に位置する地元の映画館がある。それは、映画館を含んだイギリス最古の建物である。

## 地理
ソールズベリーは谷間にある。地域の地質学において、ウィルトシャー州南部とハンプシャー州は広範囲にチョークの地質である。市を流れる河川は再度真っ直ぐになり、美化されて公立庭園へ注ぎ込むようにされた。庭園は夏期に人気があり、特にクイーン・エリザベス庭園では水は狭く緩やかに流れているため、安全に流れの中へ入ることができる。クイーン・エリザベス庭園の近くには水草が生い茂り、水は堰で管理される。なぜなら低地のため、川は特に冬期に洪水を起こしてしまうからである。
ソールズベリー市民は、市に十分な道路が欠けているとされる。サウサンプトン、ブリストルの港につながる自動車道がなく、全ての交通機関はソールズベリーを通過しなければならないからである。
最も近い町は、ウィルトシャー州のかつてのカウンティ・ウィルトンである。北にはストーンヘンジを含むアムスベリがある。西部はバーフォード・セント・マーティン、ティスベリ、ギリンガム。東部はギャリソン・タウンとアンドーヴァーである。アルダーベリーとロムジーは南方だが、サウサンプトンの一部とみなされる。最後に北方はウォーミンスターとウェストベリである。
北方から東方はソールズベリー平原である。この地域の大半は軍事演習場とされている。

## 関係者

### 出身者
- アンソニー・ダニエルズ - 俳優
- ウィリアム・ローズ - バロックの作曲家
- キース・オドール - レーシングドライバー
- コリン・ニューマン - 歌手
- ジー・アサートン - 自転車競技選手
- ジェフリー・テイト - 指揮者
- ジョセフ・ファインズ - 俳優
- ダンカン・ジェイムス - 男性俳優、歌手
- ハーバート・ポンティング - 写真家
- マイケル・クロフォード - 俳優、歌手

### 居住その他ゆかりある人物
- アンソニー・イーデン - イギリスの首相（1955 - 1957）。ソールズベリー南西18kmにある集落アルヴェディストン (en) の「アルヴェディストン・マナー」 (en) に1968年から居住し、1977年に死去。

## その他

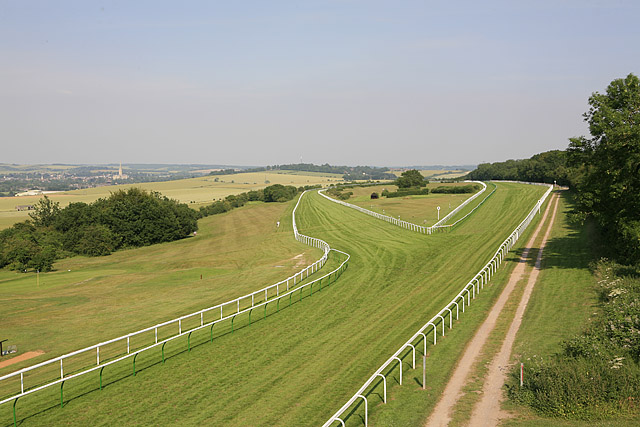
ソールズベリー・レースコース

- ソールズベリー・シティFC - サッカー・クラブ

## 姉妹都市
- サント、フランス
- クサンテン、ドイツ